# رومان روفيير
رومان روفيير (بالفرنسية: Romain Ruffier)‏ هو لاعب كرة قدم فرنسي في مركز حراسة المرمى، ولد في 4 أكتوبر 1989 في نيم في فرنسا. لعب مع نادي أميان ونادي ميتز.

## وصلات خارجية
- رومان روفيير على موقع قاعدة بيانات كرة القدم.إي يو (الإنجليزية)
- رومان روفيير على موقع Soccerway.com (الإنجليزية)